# Campeonato Sul-Americano de Voleibol Feminino de 1967
O 7º Campeonato Sul-Americano de Voleibol Feminino foi realizado no ano de 1967 em Santos, Brasil.

## Tabela Final
| Posição | Equipe   |
| ------- | -------- |
|         | Peru     |
|         | Brasil   |
|         | Paraguai |
| 4       | Uruguai  |
| 5       | Chile    |

## Premiação
| Campeonato Sul-Americano de Voleibol Feminino de 1967 |
| border.                                               |
| ----------------------------------------------------- |
| Peru (2º título)                                      |